# Hans-Joachim Borzym
Hans-Joachim Borzym (født 7. januar 1948 i Brandenburg) er en tysk tidligere roer.

## Karriere

### Roning
Borzym var med i Østtysklands otter ved OL 1972 i München. Den østtyske båd bestod desuden af Jörg Landvoigt, Harold Dimke, Manfred Schneider, Hartmut Schreiber, Manfred Schmorde, Bernd Landvoigt, Heinrich Mederow og styrmand Dietmar Schwarz. Østtyskerne blev nummer tre i deres indledende heat, hvilket var nok til at give kvalifikation til semifinalen. Her vandt de deres heat ved blandt andet at besejre USA og Sovjetunionen, men i finalen viste New Zealand som suverænt stærkest og vandt guldet, mens østtyskerne kæmpede med den amerikanske båd om de to øvrige medaljer, en strid der endte med, at USA vandt sølv blot seks hundrededele af et sekund foran DDR, mens der var langt ned til Sovjetunionen på fjerdepladsen.

### Øvrige karriere
Efter at have indstillet sin aktive karriere i 1976 giftede han sig med kajakroeren Petra Grabowski, og de blev begge en del af landstrænerteamet for DDR. Efter den tyske genforening åbnede de en sportsforretning i Brandenburg. De blev senere rotrænere i Kina i 2006 og igen i 2010-2013.

## OL-medaljer
- 1972:  Bronze i otter